# Ammann und Baumann

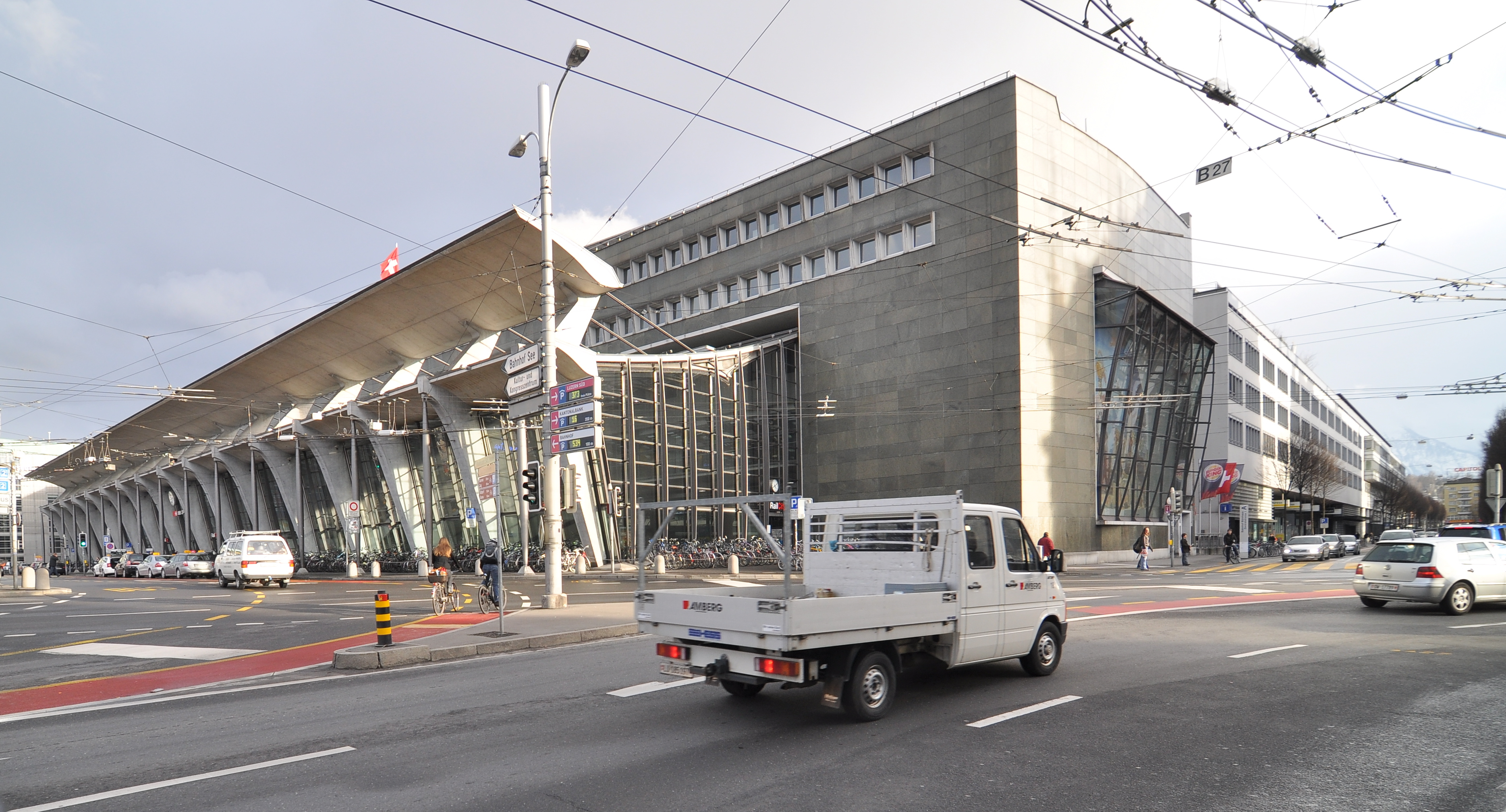
Der Bahnhof Luzern, 1991 fertiggestellt

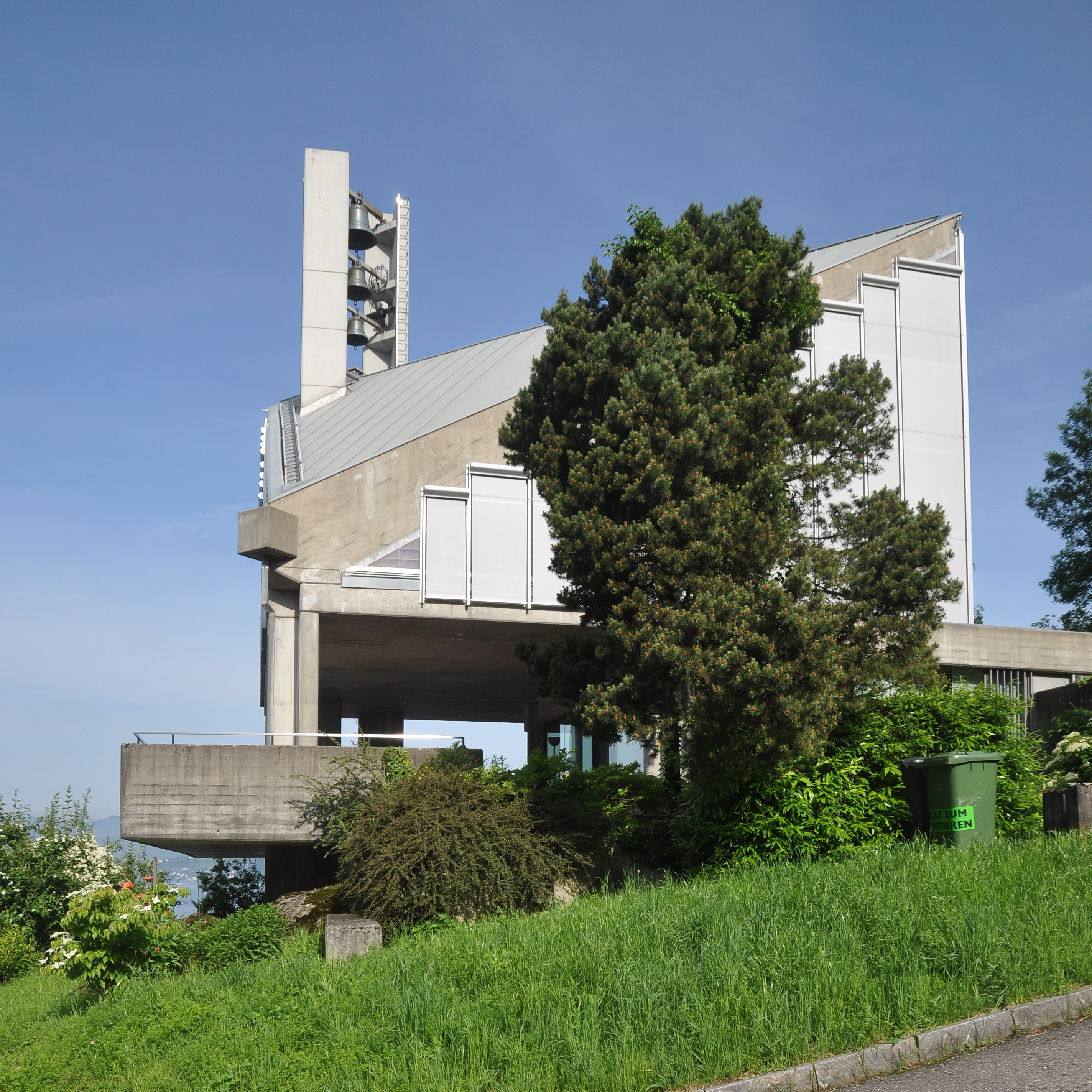
Die reformierte Kirche in Walchwil, 1964

Ammann und Baumann war ein Zuger Architekturbüro, das in den 1960er bis 1990er Jahren viele Grossbauten vor allem in der Zentralschweiz realisieren konnte. Der Öffentlichkeit vor allem auch bekannt ist der einzige Neubau eines Grossbahnhofes der Schweiz, des 1971 ausgebrannten Luzerner Bahnhofs.

## Berufsbiografie
- Hans-Peter Ammann (* 1. Januar 1933 in Basel; † 21. Oktober 2021) studierte an der ETH Zürich von 1951 bis 1957 Architektur und arbeitete anschliessend in Zug und dann 1960/61 in São Paulo, bevor er noch von Südamerika aus mit dem Gewinn des Wettbewerbs für die reformierte Kirche[1] in Walchwil sein eigenes Büro in Zug eröffnen konnte.
- Peter Baumann (* 4. März 1938 in Sursee) arbeitete nach dem Diplom 1962 an der ETH Zürich zunächst in Schweden und der Schweiz, bis er 1965 die Bürogemeinschaft mit Ammann mit Büros in Zug und Luzern gründete. 2006 wurde er mit dem Kunst- und Kulturpreis der Stadt Luzern ausgezeichnet.

Die beiden Büros führten die Ausführungsplanung der Aufträge jeweils getrennt aus und bearbeiteten ab 1980 auch die Entwürfe selbständig. 1996 wurde die Bürogemeinschaft aufgelöst.

## Bauten
- Evangelisch-reformierte Kirche, Walchwil, 1964
- Erweiterungsneubau Institut Marienburg, Schulgebäude / Internat (Kloster Marienburg Wikon), Wikon, 1971
- Umbau und Erweiterung Theater-Casino, Zug, 1976–81
- Oberstufenschulzentrum, Root, 1977–80
- Postbetriebsgebäude, Luzern, 1981–85
- Inselquai, Wohn- und Geschäftshaus, Luzern, 1982–84
- Oberstufenschulhaus, Walchwil, 1982–89
- Bahnhofüberbauung, Luzern, 1981–91
- Wohn- und Geschäftshaus Neudorf, Cham, 1975–83, 1988–90
- Oberstufenschulhaus, Risch-Rotkreuz, 1983–87
- Maihof, Wohnheim für Schwerbehinderte, Zug, 1983–89
- Chämleten, Wohnsiedlung, Hünenberg, 1992–94
- Metalli-Areal, Gebäude der Schweizerischen Bankgesellschaft, Zug 1987–95
- Psychiatrische Klinik, Kantonsspital, Luzern, 1990–95
- Städtli II, Primarschule, Cham 1992–95